# バナジウム
バナジウム（新ラテン語: vanadium、英語: [vəˈneɪdiəm]、中国語: 釩）は、原子番号23の元素。元素記号はV。バナジウム族元素のひとつ。日本語では古くはバナジン・ヴァナジンの表記も使われた。

## 名称
バナジウムの発見には紆余曲折があり、歴史に埋もれかけた別名をいくつか持っている。
1801年、アンドレス・マヌエル・デル・リオが「パンクロミウム（panchromium）」と名付けた。クロムを思わせる色調からの命名である。のちに、化合物を加熱すると鮮やかな赤色になることから、「エリスロニウム（erythronium）」と改名された。
1830年、スウェーデンのニルス・ガブリエル・セフストレームが「バナジウム」と名付けた。非常に美しいさまざまな色に着色することから、スカンジナビア神話の愛と美の女神バナジス（vanadis）にちなんで命名された。
1831年、ドイツのフリードリッヒ・ヴェーラーによって、エリスロニウムとバナジウムが同じものと確認される。のちにアメリカで、デル・リオの名前に因んだリオニウム（rionium）が提案されたが、実現はしなかった。
1880年、イタリアのアルカンジェロ・スカッキが新元素と誤認し、ベスビオ山にちなんでvesbiumと命名した。

## 歴史
バナジウムの単離は、他の元素と結合しやすいことから難航を極めた。
18世紀、メキシコのイダルゴ州・シマパン鉱山で、褐鉛鉱（バナジン鉛鉱、バナダイト）が発見された。
1801年、アンドレス・マヌエル・デル・リオが発見した。しかし、当時は未知の化合物と考えられた。1805年、フランスの研究機関によってクロムと鑑定され、その後も不運から新元素は公認されなかった。
1830年、スウェーデンのニルス・ガブリエル・セフストレームが鉄鉱石中から再発見した。この発見は、フリードリヒ・ヴェーラーにより検証され、デル・リオの発見した元素と同一であることが確認された。
1831年、スウェーデンのイェンス・ヤコブ・ベルセリウスが金属の単離に成功したと発表。しかし、イギリスのヘンリー・エンフィールド・ロスコーにより、それは窒化バナジウム(III)（VN）であることが示された。
1867年、ロスコーは塩化バナジウム(II)の水素還元により粉末の金属バナジウムを得て詳細な性質を解明した。
1925年、アメリカのJ.W.マーデンとM.N.リッチが、酸化バナジウム(V)を金属カルシウムで還元して高純度の金属バナジウムを精製することに成功した。

## 性質
灰色がかかった銀白色の金属で、遷移元素である。
金属としては軟らかく、展延性があり容易に圧延加工できる。結晶構造は温度条件により3つあり、常温・常圧で安定な結晶構造は体心立方格子で、温度を上げると、正方晶系になる。比重は6.11、融点は1910 °C、沸点は3407 °C。普通の酸・アルカリや水とは反応しないが、濃硝酸・濃硫酸やフッ化水素酸には溶ける。原子価は2価から5価まで多様な値をとる。

## 産出
主要な産出国は南アフリカ・中国・ロシア・アメリカで、この4か国で90 %超を占める。バナジン石などの鉱石があるが、品位が高くないため、資源としてはほかの金属からの副生回収で得ているほか、原油やオイルサンドにも多く含まれているため、それらの燃焼灰も利用される。
物質としてのバナジウムは広範囲に分布し、ほとんどどこにでも存在する。しかし、資源としては偏在性が強く、埋蔵量のほとんどは南アフリカ、中国、ロシアに存在するほか、ベネズエラのオリノコタール（超重質油中）やカナダのオイルサンドビチューメンなどの中に、硫黄などとともに含まれる。また、その生産も上記3か国とアメリカとで9割以上を占める。そのため供給は不安定なものとなりやすく、これらの国家や生産企業の動向による価格の高騰が、1988、1994、1997、2003、および2004年以降と頻繁に発生している。
バナジウム鉱物の主要なものとしては、緑鉛鉱 (Pb5(PO4)3(OH,F,Cl))に類似した鉱物である褐鉛鉱 (Pb5(VO4)3(OH,F,Cl))がある。ほかにはカルノー石(2(UO2)2(VO4)2、3H2O)、パトロン石(V2S5)などが知られているが、資源としては品位が低い。加えて、バナジウムの多くはほかの鉱物とともに（あるいはむしろほかの鉱物の副産物として）産出されており、ほかの鉱物の需給状況にバナジウムの生産も影響を受ける。
以上のような背景から、日本国内において産業上重要性が高いにもかかわらず、産出地に偏りがあり供給構造が脆弱である。日本では国内で消費する鉱物資源の多くを他国からの輸入で支えている実情から、万一の国際情勢の急変に対する安全保障策として国内消費量の最低60日分を国家備蓄すると定められている。またリサイクル確立も重要視され、日本では廃触媒からの回収や、重油ボイラーの灰などからの回収が行われている。

## 用途
製鋼添加剤としての用途が8割以上を占めているが、バナジウム化合物は触媒としてもきわめて重要なほか、化学・電気工学・電子工学の分野でも重要である。
しかし、原油中のバナジウム（ポルフィリン化合物として揮発性を持ち、製油によって重油に移行する）は燃焼時に酸化物となると、鋼材表面の不動態皮膜を低融点化させる高温腐食現象（バナジウム・アタック）を引き起こす。特にガスタービンエンジンのフィンを傷めるケースが多い。ほかにも触媒毒となるため、燃料重油中のバナジウムは十分に除去するのが望ましい。

### 鉄鋼
バナジウム鋼にフェロバナジウムとして添加する。鋼にバナジウムを0.1 %程度添加すると、炭素と結合して結晶粒がより細かい金属構造になるため、靭性を損なわないで強度を増せるうえ、機械的性質や耐熱性なども向上する。伝説的なダマスカス鋼からも微量のバナジウムが確認されている。
- 高張力鋼 - 高強度低合金鋼と呼ばれる安価で強靱な鋼として、高層ビルの構造建材や橋、貨車、石油パイプライン用の厚板などに使用されている。
- 非調質鋼 - 自動車の車軸、ボルトなど。焼き入れ・焼き戻しといった調質熱処理なしでそれに匹敵する強靱さが保証される。熱処理設備が不要で、コスト面で有利。
- 工具鋼 - 巨大摺動機械から小さいところではスパナ・レンチなどの機械用工具や切削工具・対衝撃工具・金型工具など。表面に硬度や耐摩耗性が必要で、高温で衝撃に対する破損の抵抗力が必要な工具に、クロムバナジウム鋼（バナジウム・クロムを付加させた合金）を用い、高速度工具鋼はその代表例となっている。
- 耐熱鋼 - 自動車のエンジンバルブ、タービンブレード用の耐熱性ステンレス鋼に使われる。

### 合金
鉄鋼系以外の合金には、おもにアルミニウムとの合金が利用される。
- チタン合金

航空用途に開発された、バナジウムを2–6 %含む合金（Ti6.4、Ti-6Al-4V）が普及している。日本ではゴルフクラブのヘッド用として多用され、使用量の半分を占めていた。そのほか、ミサイル・ジェットエンジン・原子炉・デンタルインプラントに使用される。
- 超伝導体

単体での第二種超伝導体であり、臨界温度は5.3 K、臨界磁場は81170 A/m。ガリウムとの金属間化合物バナジウムガリウムはもっとも硬い超伝導体で臨界磁場特性も高いが、ニオブ系に比べ臨界電流が小さく、実用化は進んでいない。ほかに強相関電子系の研究に使用されるバナジウム酸化物が、数万atmの超高圧下で擬一次元超伝導体となることが分かっている。

### 触媒
1924年に触媒作用が発見されて以来、バナジウム化合物を用いた触媒は広く利用され、その用途は拡大する傾向にある。
- 硫酸製造 - 高純度（99.9 %）の五酸化バナジウムとして、接触法の硫黄酸化触媒に使用する。かつての白金触媒に替わり、広く普及した。
- 有機化学 - 酸化触媒として、プラスチックの原料として重要な無水マレイン酸や無水フタル酸の製造に利用する。ほかにルイス酸触媒としての用途もあり、また使用化学形はさまざまで、メタバナジン酸塩や酸化バナジウムの有機錯体、さらに高分子化合物なども開発されている。バナジウムベースの触媒は、プロパンとプロペンのアクリル酸への酸化[9][10][11]、ブタンの酸化的脱水素[12]、ブタンの無水マレイン酸への酸化[13]に使用されます。
- 排気ガス処理 - 脱硝用に、タングステンやチタンの酸化物と複合または表面担持して用いる。また水素化脱硫装置で生じた硫化水素の酸化触媒に用いることがある。
- アンモニアによる NOx の選択的接触還元にも使用されます[14]。 BiVO4 は H2O2 の電気化学合成に使用できます [15]。

### 顔料・塗料
バナジウムは酸化数による色彩の変化が多様であるため、高温に耐える着色剤として利用される。バナジウムの示す色としては、五酸化バナジウムや塩化バナジウム(III)が鮮やかなオレンジから赤を示すほか、おおむね2価が紫、3価が緑、4価が青であり、5価で無色となる。
- セラミックスの釉薬 - ほかの元素を添加することにより、さまざまな色を合成することができる。
- ターコイズブルー - ZrSiO4にバナジウムイオンが固溶したもの。青色のセラミック顔料。
- バナジウムジルコニアイエロー - ZrO2にバナジウムイオンが固溶したもの。黄色のセラミック顔料。
- バナジウムティンイエロー - SnO2にバナジウムイオンが固溶したもの。黄色のセラミック顔料。
- ビスマスバナジウムイエロー - バナジン酸ビスマスを顔料として使用したもので、カドミウムイエローの代替品として普及している。
- アルミニウム系塗料の着色

### 電気・電子
- 電子素子 - 酸化バナジウム(IV)（V2O4）や酸化バナジウム(III)（V2O3）は温度によって電気抵抗が大きく変化する性質を持つことから、酸化物半導体としてサーミスタや赤外線カメラのCMOS受光素子に利用されている。
- レドックス・フロー電池 - 硫酸バナジウム(III)および酸化硫酸バナジウム(IV)の希硫酸溶液で構成される二次電池の一種。バナジウム価数の変化により、充放電が行われる。電力貯蔵用大型電池としてナトリウム・硫黄電池を越える可能性が期待されている。
- 蛍光体 - 小型表示素子に使用される薄い発光部の素材として、研究が進められている。
- 化学気相蒸着法（CVD） - 材料としてバナジウムアルコキシドが利用される。

なお、二酸化バナジウム VO2とは、四酸化二バナジウム V2O4 のことである『四酸化二バナジウム | 12036-73-6』。

## 生体におけるバナジウム
バナジウムは、ヒトを含む大部分の脊椎動物にとって不可欠なミネラルではない。しかし、生体内の酵素や錯体の構成に加わっている例が多数確認されており、特に窒素固定細菌では、その酵素系における必須元素のモリブデンが欠乏したとき、これを補うためにバナジウムを含む酵素が働くことが分かっている。これらから、一部の生物では何らかの役割を果たしているものと考えられている。
バナジウムを含有するタンパク質にはニトロゲナーゼ、ブロモパーオキシダーゼ、ヘモバナジンなどがある。

### 濃縮
バナジウムはさまざまな生物（比較的単純な生物が多い）から検出され、乾燥重量で100ppmを超える生物も多数確認されている。また、特異的に濃縮する生物も何種か知られている。石油中に多く含まれる原因とも考えられている。
- ホヤ - 血液中の濃縮細胞（バナドサイト）内にpH3前後の硫酸とともに、種によって海水の数万から数百万倍の濃度で蓄積し、もっとも著しい例では1 %に達する。これは、バナジウムと特異的に結びつく、バナジウム結合タンパク質の働きによる。かつてヘモバナジンと呼ばれたのは、これが分析の過程で変質したものとも考えられている。
- ベニテングタケ - 選択的に取り込み、4価の錯体（アマバジン）として保持しているとされる。
- 藻類 - コンブなどの褐藻や紅藻で多い。
- 地衣類、環形動物のエラコ、一部のプランクトン。

このほか「多く含まれている食品」としてエビやカニ、パセリ、黒こしょう、マッシュルームなどが知られている。

### 毒性
バナジウムイオンが試験管内で細胞に対し、致死毒性を持つことが確認されている。
- 水生生物に対する毒性 - 急性LC50の調査結果によると、濃度レベルは0.1–100 mg/L台の範囲にあり、大部分の生物が1–12 mg/Lであったという。特に鋭敏な生物はカキで、幼生の発生への影響が0.05 mg/Lで現れる。
- ラット・マウスの経口投与 - 5価バナジウム化合物に対する半数致死量(LD50)としてそれぞれ10 mg/kg、5–23 mg/kg。
- ヒトに対する影響 - 現在のところWHOは、無機バナジウムの発癌性について、その有無を判断できる材料がないとしている。このため、ヒトに対して発癌性があるかもしれないと分類されている。
- 作業環境における管理濃度 - 酸化バナジウム(V)の粉じんについては、0.03 mg/m3（バナジウムとして）が定められている。

### 医薬・健康
現在、ある程度効果が確認されているものは、次のとおりである。
- ラットを使った研究でインスリンに似た働きをする（血糖値を下げる）ことが示唆され、糖尿病治療薬になるのではないかと注目されている。
- 理論的に、抗凝血薬の作用を強める（効果と副作用の両方とも）可能性がある。

健康食品に関連して2000年ごろから話題になり、ミネラルウォーターやサプリメントが販売されている。

## 環境への放出
バナジウムは原油・重油中に多く含まれていることから、その燃焼により毎年10万トンのレベルで大気中に放出されている。自然現象による放出は年間10トンのレベルと見積もられており、大気中の浮遊塵や降水中に含まれるバナジウムはそのほとんどが、人間活動によるものである。
したがって、天然水中のバナジウムを定量することで、化石燃料による影響を評価することができるが、バナジウムは安定した酸化物を形成するため、原子吸光分析では電気加熱炉法を用いる必要がある。

## バナジウムの化合物
- 酸化バナジウム (II)(VO)
- 五酸化バナジウム(V2O5)
- 塩化バナジウム(III)(VCl3)